# Gloria Salguero Gross
Mercedes Gloria Salguero Gross (Santa Ana, El Salvador, 24 de setembre de 1941 - ibídem, 1 de novembre de 2015) va ser una empresària i política salvadorenca, i un dels fundadors del partit Aliança Republicana Nacionalista (ARENA).

## Biografia

### Vida primerenca i família
Era filla de Manuel Salguero i de Victoria Carolina Gross Salazar, terratinents amb inversions agrícoles i ramaderes. La seva mare, de descendència alemana, va exercir d'advocada.

### Estudis
Va realitzar els seus estudis primaris i secundaris en el col·legi L'Asunción, a Santa Ana, San Salvador. Va estudiar economia en la Universitat Centreamericana "José Simeón Cañas". A Europa va fer estudis d'història universal, geografia, literatura i apreciació de pintura a Suïssa, França i Anglaterra. A part del castellà com a llengua materna, parlava anglès, alemany i francès.

### Política
Va ser la segona presidenta de l'Assemblea Legislativa en el període de 1994 a 1997. (María Julia Castillo Rodas, del PCN, va ser la primera dona a exercir aquest càrrec públic en la història del país entre els anys de 1983 i 1985.) Posteriorment, Salguero Gross va ser nomenada Comissionada Presidencial per a la Governabilitat Democràtica de 2004 a 2009.
Els seus inicis en la política com a Diputada en el parlament salvadorenc van començar l'any 1982, on va ser Diputada Constituent l'any (1982 - 1983) exercint el Càrrec de Secretària de la Junta Directiva, quan l'Assemblea Constituent va redactar l'actual Constitució de la República d'El Salvador, a més d'això va integrar la Comissió de Redacció de la Constitució, destacant-se com una de les persones que va aportar grans idees al moment de redactar els articles de l'actual Constitució.
Del 1988 al 1991 va ser Secretària de la Junta Directiva de l'Assemblea Legislativa. I més endavant, Vicepresidenta del 1991 al 1994. També va ser integrant de la Comissió Nacional per a la Consolidació de la Pau (COPAZ) de 1992 a 1994,
Va ser Presidenta d'Alianza Republicana Nacionalista (ARENA) de l'any 1995 al 1997, Presidenta de la Fundación Democracia, Paz, Progreso y Libertad (FUNDEPAL) del 1997 al 2001, i encarregada dels Assumptes Polítics de l'ARENA del 1991 al 1995.
El 2001, va renunciar a Aliança Republicana Nacionalista en la qual tenia el càrrec de Diputada propietària, per fundar un altre partit: el Partit Popular Republicà (PPR), per diferències amb el llavors Consell Executiu Nacional del partit; després de gairebé tres anys d'absència, el 2003 va tornar a ARENA, per recolzar José Antonio Salaverria i en aquest moment candidat presidencial, Elías Antonio Saca González.
Altres càrrecs: Diputada del Parlament Centreamericà del 2001 al 2006, i Vicepresidenta del Parlament Llatinoamericà del 1994 al 1997. Comissionada Presidencial per a la Governabilitat Democràtica del 2004 al 2009 i com a designada a la presidència de la república, va exercir com a Coordinadora de la Comissió Nacional de Desenvolupament Local (CONADEL) i Coordinadora de la Comissió Nacional de Desenvolupament Laboral (CONAMOL), així mateix com a Coordinadora de la Taula Permanent de Diàleg i Enteniments (Mesa Permanente de Diálogo y Entendimiento), durant el mandat del president de la república Elías Antonio Saca González.
Entre diversos reconeixements que li van ser atorgats, un dels més excel·lents va ser l'haver estat reconeguda per l'Assemblea Legislativa l'11 de juny de 2010, amb la màxima distinció que brinda el país, en nomenar-la "Filla Meritíssima d'El Salvador" en reconeixement de la seva llarga trajectòria política de més de 30 anys.
També va exercir com a presidenta de l'Associació de Parlamentàries i ExParlamentàries Salvadorenques ASPARLEXSAL des de l'any 2001. Va ser presidenta del Moviment Cívic Republicà, integrant del "Consejo de Igualdad y Equidad de El Salvador -CIE-", promogut pels organismes internacionals, integrant del Consell Assessor d'ARENA, i Directora de Control i Campanya del mateix partit polític.
Al juny del 2012 va demanar al seu partit ARENA la postulació com a candidata a la Presidència de la República, per al període 2014-2019. No obstant això, el 20 d'agost del mateix any, el Consell Executiu Nacional va triar Norman Quijano com el candidat del partit.
Va morir de aturada cardíaca la matinada de l'1 de novembre de 2015, a Santa Ana, El Salvador.